# Liste von Söhnen und Töchtern der Stadt Nischni Nowgorod
Dies ist eine Liste der Söhne und Töchter von Nischni Nowgorod (1932 bis 1990: Gorki) in Russland.

## 16. bis 18. Jahrhundert

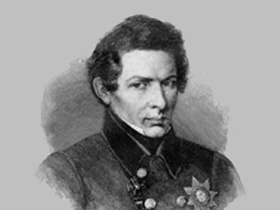
Nikolai Lobatschewski
(1792–1856)

- Dmitri Poscharski (1578–1642), russischer Nationalheld
- Iwan Kulibin (1735–1818), Erfinder und Uhrmacher
- Sergei Trubezkoi (1790–1860), Führer des Dekabristen-Aufstandes (1825)
- Nikolai Lobatschewski (1792–1856), Mathematiker

## 19. Jahrhundert

### 1801–1850

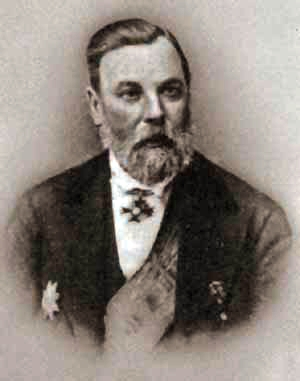
Pawel Melnikow
(1818–1883)

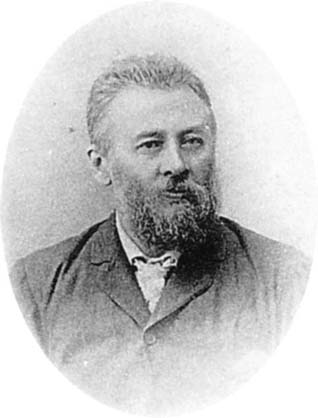
Raphael von Koeber
(1848–1923)

- Karl Rouillier (1814–1858), Geologe, Zoologe und Paläontologe
- Pawel Melnikow (1818–1883), Schriftsteller
- Wassili Wassiljew (1818–1900), Sinologe und Buddhologe
- Julius Price (1833–1893), russisch-österreichischer Tänzer
- Pjotr Boborykin (1836–1921), Schriftsteller
- Nikolai Dobroljubow (1836–1861), Philosoph und Publizist
- Mili Balakirew (1837–1910), Komponist, Pianist und Dirigent
- Nikolai Bugrow (1837–1911), Unternehmer und Mäzen
- Nikolai Dmitrijew-Orenburgski (1837–1898), Maler
- Karl Lindemann (1847–1929), Zoologe, Entomologe sowie Vertreter von Interessen der Russlanddeutschen
- Raphael von Koeber (1848–1923), deutsch-russischer Philosoph und Musiker

### 1851–1900

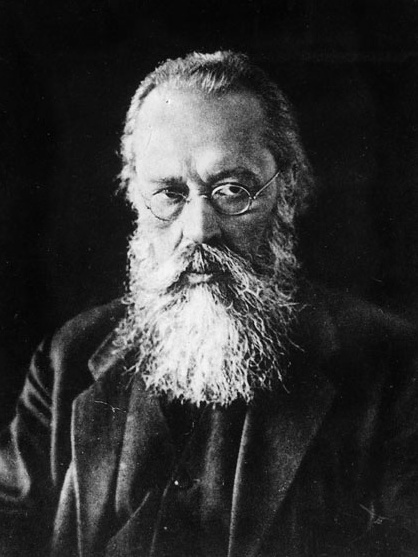
Wladimir Steklow
(1864–1926)

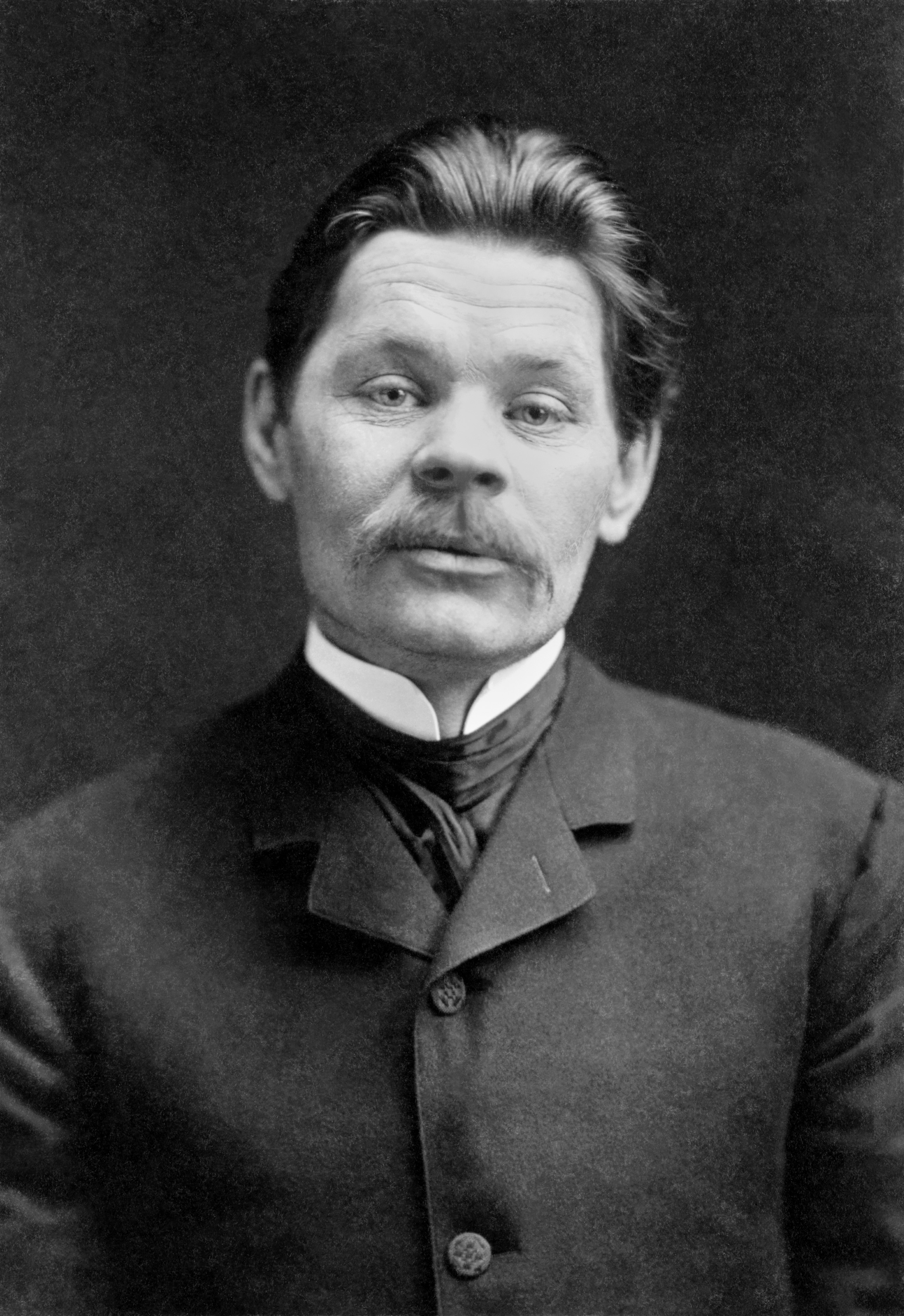
Maxim Gorki
(1868–1936)

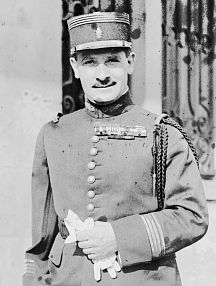
Zinovi Pechkoff
(1884–1966)

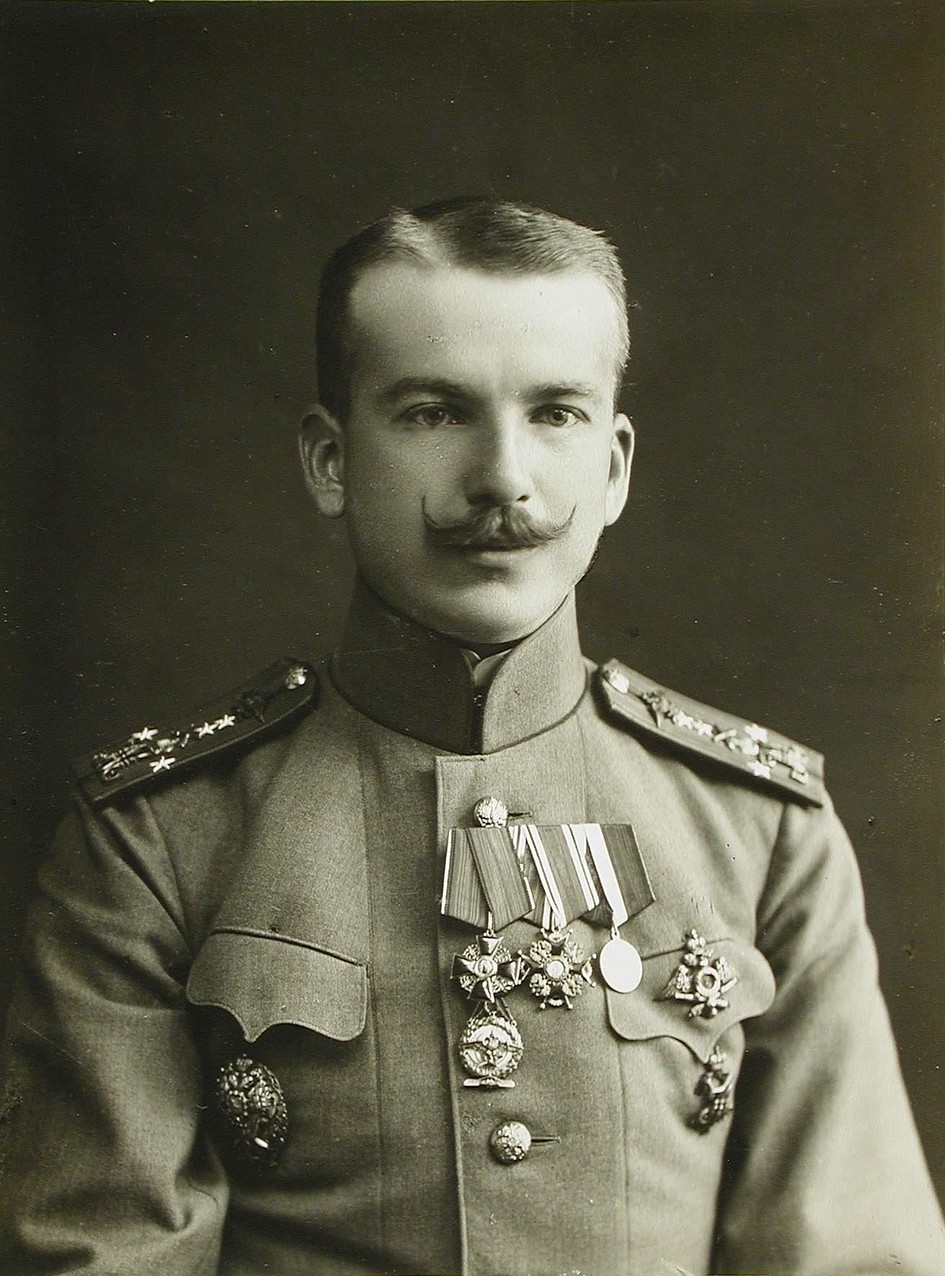
Pjotr Nesterow
(1887–1914)

- Nikolai Rajew (1855–1919), Ministerialbeamter und Bildungspolitiker
- Michail Matjuschin (1861–1934), Maler und Komponist
- Anna Jelisarowa-Uljanowa (1864–1935), Publizistin und älteste Schwester von Lenin
- Wladimir Steklow (1864–1926), Mathematiker
- Evgenij Nikolaevich Chirikov (1864–1932), Schriftsteller, Dramatiker, Essayist, Publizist
- Zdzisław Lubomirski (1865–1943), polnischer Großgrundbesitzer und Politiker
- Alexander Uljanow (1866–1887), Terrorist, Bruder Lenins
- Serafim Sudbinin (1867–1944), Theaterschauspieler und Bildhauer
- Maxim Gorki (1868–1936), Schriftsteller
- Konstantin Pokrowski (1868–1944), Astronom, Astrophysiker und Hochschullehrer
- Pawel Malinowski (1869–1943), Architekt
- Iwan Bubnow (1872–1919), Marineingenieur und Konstrukteur von U-Booten
- Anatoli Wanejew (1872–1899), Sozialdemokrat
- Sergei Neustrujew (1874–1928), Geograph und Hochschullehrer
- Nikolai Gutowskoi (1876–1933), Metallkundler, Metallurg und Hochschullehrer
- Grigori Krein (1879–1955), russisch-jüdischer Komponist
- Alexander Samoilowitsch (1880–1938), Orientalist, Turkologe und Hochschullehrer
- Leonid Wesnin (1880–1933), Architekt und Hochschullehrer
- Boris Posern (1882–1939), Revolutionär und sowjetischer Staatsmann
- Michail Tetjajew (1882–1956), Geologe und Hochschullehrer
- Alexander Krein (1883–1951), russisch-jüdischer Komponist
- Zinovi Pechkoff (1884–1966), französischer Offizier und Diplomat russischer Herkunft
- Jakow Swerdlow (1885–1919), sowjetischer Politiker und Staatsoberhaupt Sowjetrusslands 1917–1919
- Sofja Wladimirowna Korolenko (1886–1957), Literaturwissenschaftlerin
- Pjotr Nesterow (1887–1914), Pilot und Flugzeugkonstrukteur
- Mitrofan Rukawischnikow (1887–1946), russisch-sowjetischer Bildhauer und Grafiker
- Michail Pilnik (1888–1938), Metallurg und Hochschullehrer
- Maurice Becker (1889–1975), russisch-amerikanischer politischer Karikaturist, Maler und sozialkritischer Künstler
- Georgi Oserow (1889–1977), Luftfahrtingenieur
- Issay Dobrowen (1891–1953), russisch-norwegischer Dirigent, Pianist, Opernregisseur und Komponist
- Wassili Reschetnikow (1891–1919), Revolutionär
- Jewgenija Rubinstein (1891–1981), Klimatologin und Hochschullehrerin
- Léon Zack (1892–1980), russisch-französischer Maler, Illustrator, Bühnenbildner, Kostümzeichner und Bildhauer
- Olga Manuilowa (1893–1984), Bildhauerin und Keramikerin
- Wjatscheslaw Golubzow (1894–1972), Wissenschaftler und ein Spezialist auf dem Gebiet der Wärmetechnik
- Nikolai Bulganin (1895–1975), sowjetischer Staatsmann
- Jan Olaf Chmielewski (1895–1974), polnischer Stadtplaner und Hochschullehrer
- Catherine Doherty (1896–1985), katholische Sozialarbeiterin und Gründerin des Madonna House Apostolate
- Anatoli Marienhof (1897–1962), Schriftsteller und Dramatiker
- Tatjana Mawrina (1900–1996), Künstlerin

## 20. Jahrhundert

### 1901–1940

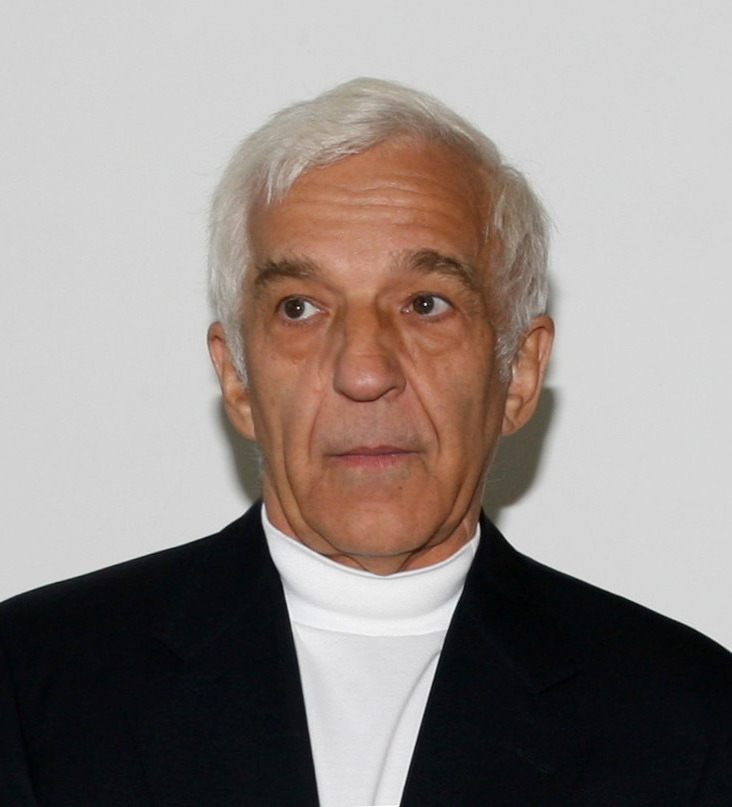
Wladimir Aschkenasi
(* 1937)

- Tatjana Mawrina (1900–1996), Künstlerin
- Walerija Golubzowa (1901–1987), Elektroingenieurin
- Sergei Lebedew (1902–1974), Elektrotechniker und Computerpionier
- Andrei Fait (1903–1976), Theater- und Filmschauspieler
- Weniamin Zalkin (1903–1970), Zoologe
- Grigori Ginsburg (1904–1961), Pianist
- Wera Dawydowa (1906–1993), Mezzosopranistin und Hochschullehrerin
- Sergei Kaminer (1906–1938), Schachspieler und Komponist von Schachstudien
- Nina Makarowa (1908–1976), Komponistin
- Nikolai Bogoljubow (1909–1992), Physiker und Mathematiker
- Boris Kukarkin (1909–1977), Astronom und Hochschullehrer
- Walentin Wenikow (1912–1988), Elektroingenieur und Hochschullehrer
- Senta Leptien (1912–1998), Malerin
- Arkadi Tschernyschow (1914–1992), Eishockey-, Bandy- und Fußballspieler sowie Eishockeytrainer
- Walerija Selunskaja (1920–2005), Historikerin und Hochschullehrerin
- Michail Miller (1924–2004), Physiker und Hochschullehrer
- Jewgeni Jewstignejew (1926–1992), Schauspieler
- Jewgeni Tschasow (1929–2021), Kardiologe und Gesundheitsminister
- Igor Maslennikow (1931–2022), Filmregisseur, Drehbuchautor und Produzent
- Wladimir Schelesnjakow (1931–2022), Astrophysiker und Hochschullehrer
- Boris Stoljarow (1932–2009), Hürdenläufer
- Walentin Morkowkin (1933–1999), Ruderer
- Zvi Lothane (auch: Henry Lothane) (* 1934), Verfolgter des Naziregimes, US-amerikanischer Psychiater und Psychoanalytiker
- Leonid Wolkow (1934–1995), Eishockeyspieler
- Rimma Koscheljowa (* 1936), Hürdenläuferin
- Igor Schukow (1936–2018), Pianist und Dirigent
- Oleg Tschernikow (1936–2015), Schachspieler
- Wladimir Aschkenasi (* 1937), russisch-isländischer Pianist und Dirigent
- Sergei Gaponow (1937–2024), Physiker und Hochschullehrer
- Alexander Kulibin (* 1937), Radrennfahrer
- German Sweschnikow (1937–2003), Fechter, zweifacher Olympiasieger und neunmaliger Weltmeister mit dem Florett
- Anatoli Garitschew (1938–2014), Schauspieler und Grafiker
- Wiktor Konowalenko (1938–1996), Eishockeyspieler
- Sergei Nowikow (1938–2024), Mathematiker
- Ljudmila Schischowa (1940–2004), Florettfechterin

### 1941–1970

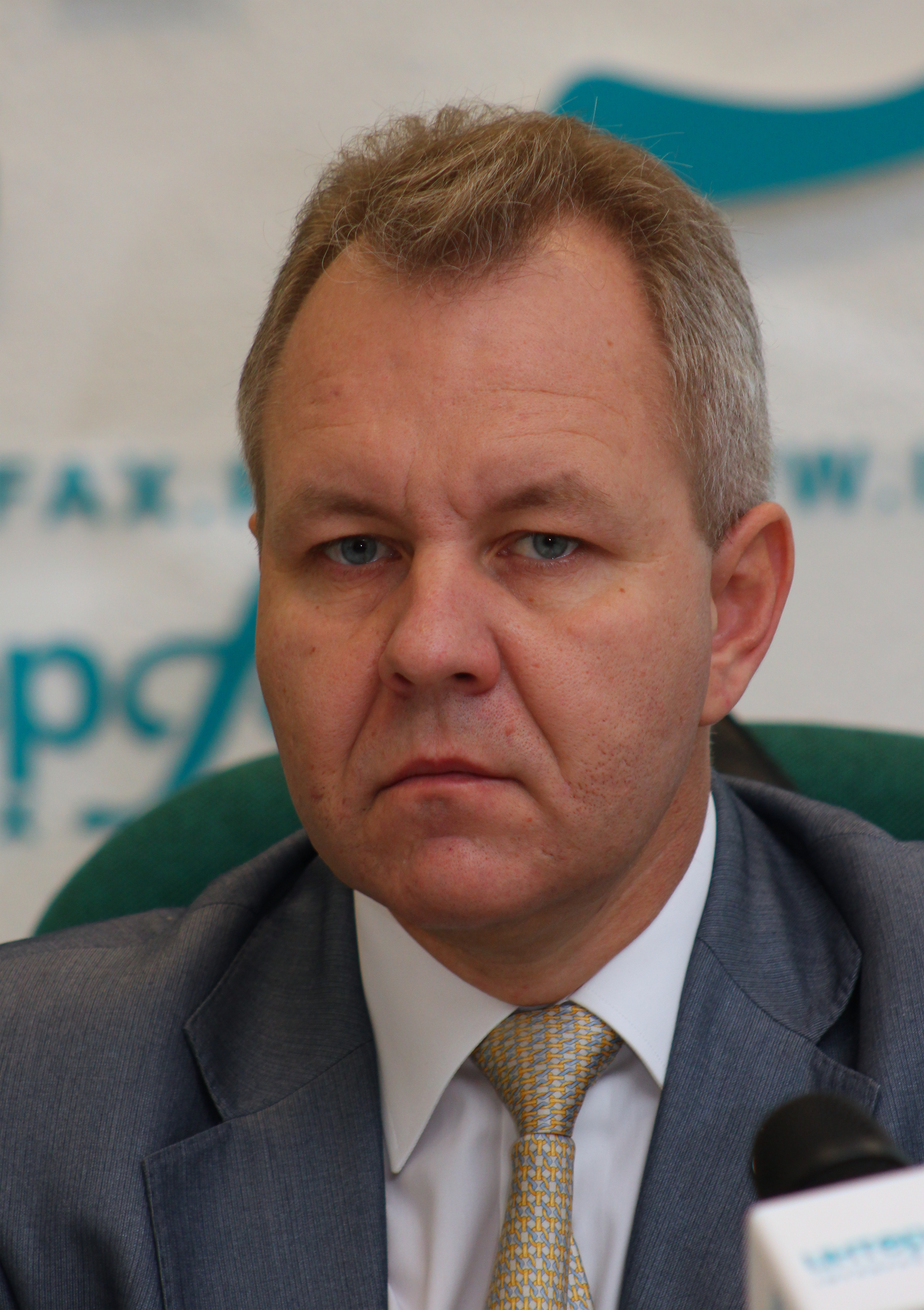
Wladislaw Inosemzew
(* 1968)

- Tatjana Kusnezowa (1941–2018), Kosmonautenanwärterin
- Pawel Lednjow (1943–2010), Moderner Fünfkämpfer
- Wladimir Denissow (* 1947), Florettfechter
- Gari Napalkow (* 1948), Skispringer
- Tatjana Awerina (1950–2001), Eisschnellläuferin
- Marina Libakowa-Liwanowa (1952–2018), Moderatorin, Schauspielerin und Schauspiellehrerin
- Nina Gopowa (* 1953), Kanutin, Olympiasiegerin
- Wladimir Kowin (* 1954), Eishockeyspieler
- Alexander Skworzow (1954–2020), Eishockeyspieler
- Genadi Man (* 1956), russisch-israelischer Unternehmer
- Alexander Majorow (* 1957), Nordischer Kombinierer
- Serhii Plokhy (* 1957), ukrainisch-amerikanischer Historiker und Hochschullehrer
- Sergey Ryabtsev (* 1958), russisch-US-amerikanischer Violinist und Schauspieler; Mitglied der Gypsy-Punk-Band Gogol Bordello
- Sergei Beresin (* 1960), Eisschnellläufer
- Natalja Lapina (* 1963), Schauspielerin und Sängerin
- Wladimir Schischkin (* 1964), Hürdenläufer
- Ilja Segalowitsch (1964–2013), Informatiker und Unternehmer
- Waleri Rosow (1964–2017), Basejumper
- Maja Ussowa (* 1965), Eiskunstläuferin
- Dmitri Konyschew (* 1966), Radsportprofi
- Ljudmila Schischowa (1966–2004), Fechterin
- Alexander Baburin (* 1967), russisch-irischer Schachgroßmeister
- Andrei Masunow (* 1967), Tischtennisspieler
- Olga Timofejewa (* 1967), Politikerin
- Wladislaw Inosemzew (* 1968), Ökonom, Soziologe und Politiker
- Alexei Iwanow (* 1969), Schriftsteller und Drehbuchautor
- Andrei Tivontschik (* 1970), belarussisch-deutscher Stabhochspringer

### 1971–1980

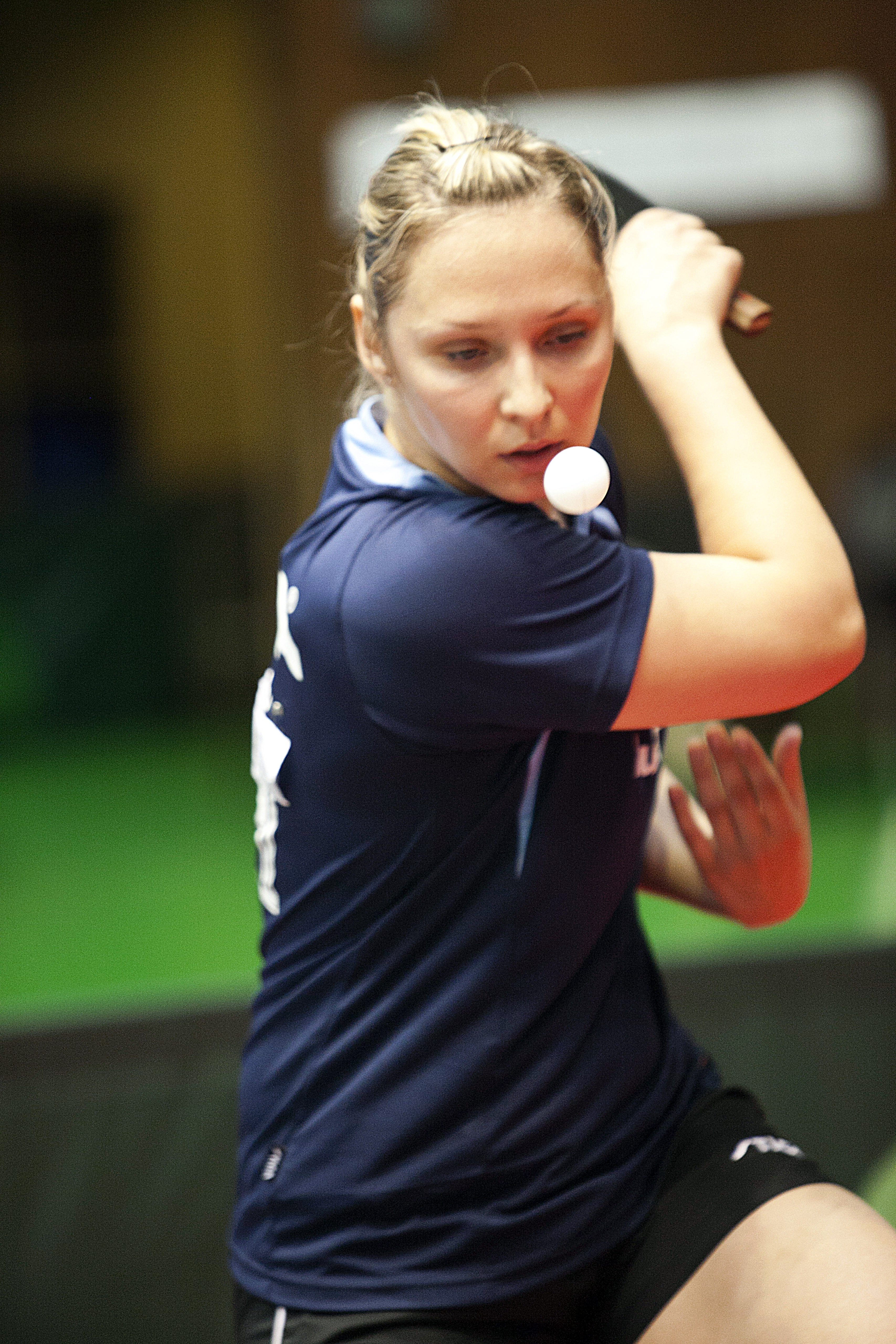
Swetlana Ganina
(* 1978)

- Dmitri Masunow (* 1971), Tischtennisspieler
- Denis Woronenkow (1971–2017), Politiker
- Natalja Sadowa (* 1972), Diskuswerferin
- Andrej Krementschouk (* 1973), Fotograf
- Irina Slawina (1973–2020), Journalistin
- Dmitri Tschelowenko (* 1974), Skispringer
- Oksana Fadejewa (* 1975), Tischtennisspielerin
- Wladimir Panow (* 1975), Politiker; Bürgermeister von Nischni Nowgorod seit 2018[veraltet]
- Max Vax (1975–2008), Jazzmusiker
- Alexander Guskow (* 1976), Eishockeyspieler
- Alexandra Korelowa (* 1977), Dressurreiterin
- Damir Muchetdinow (* 1977), islamischer Geistlicher, Politologe und Politiker
- Sergei Nakarjakow (* 1977), Trompeter
- Swetlana Ganina (* 1978), Tischtennisspielerin
- Jewgeni Aljoschin (* 1979), Schwimmer und Europameister 2002[1]
- Artjom Tschubarow (* 1979), Eishockeyspieler
- Ilja Alexejew (* 1980), Schauspieler
- Irina Kotichina (* 1980), Tischtennisspielerin
- Dmitri Schutschichin (* 1980), Skispringer

### 1981–1990
- Nikolai Kruglow (* 1981), Biathlet
- Dmitri Lobkow (* 1981), Eisschnellläufer

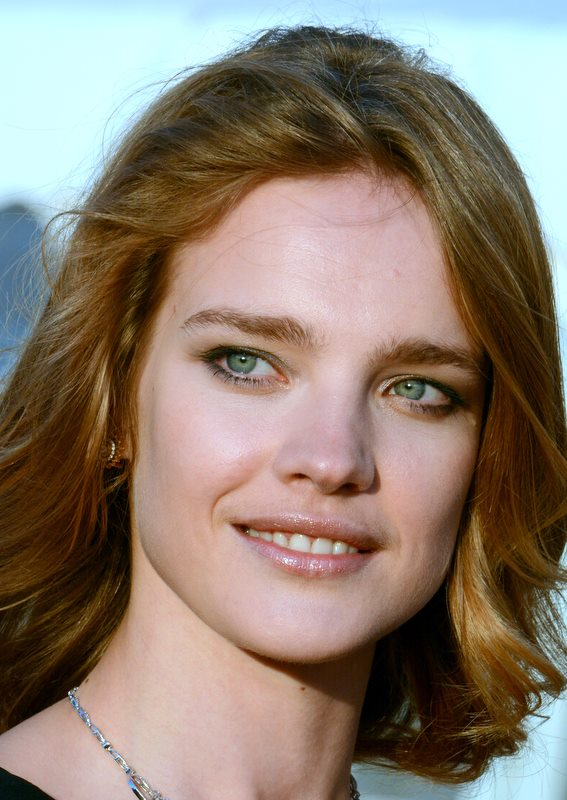
Natalja Wodjanowa
(* 1982)

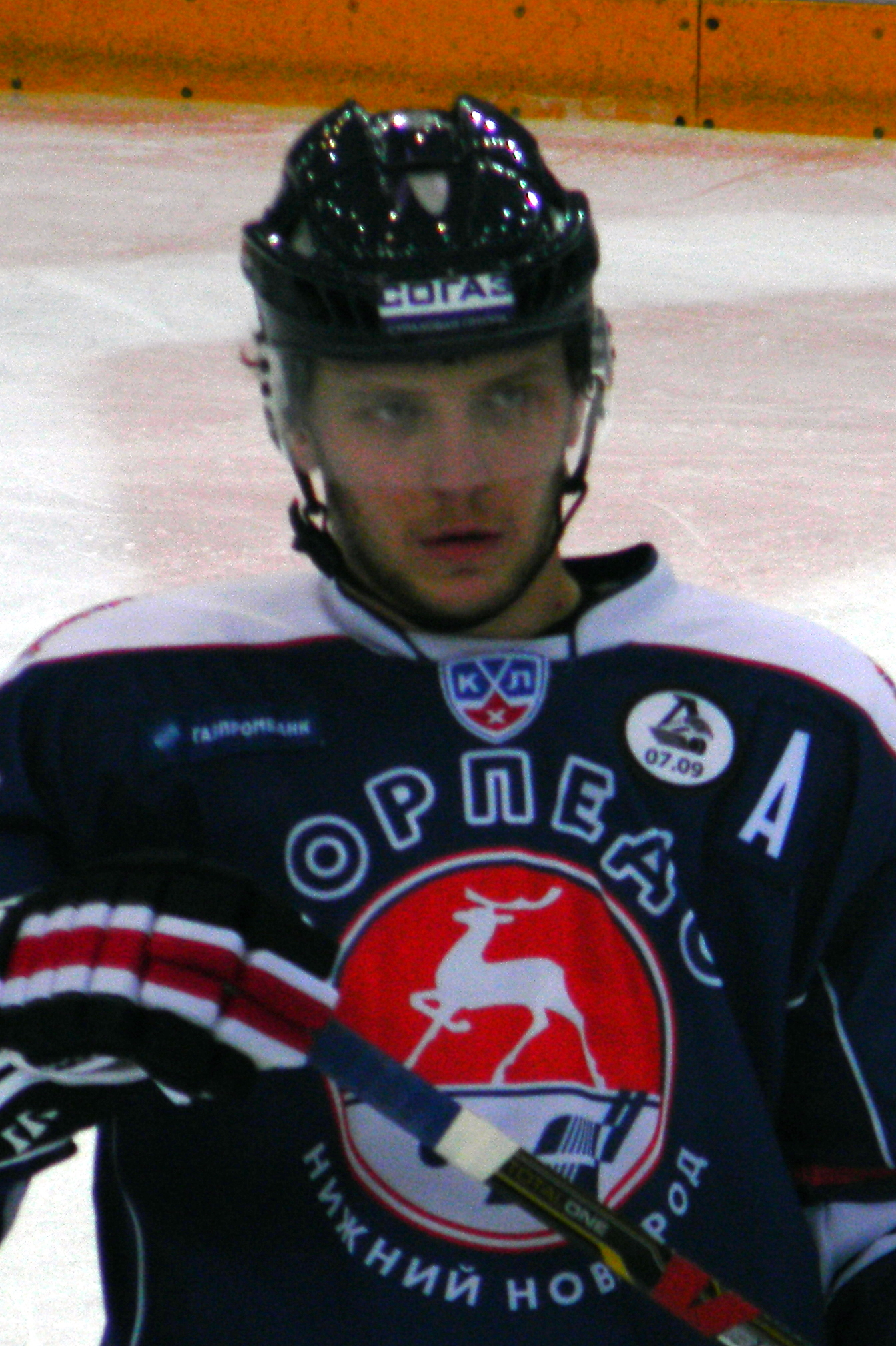
Michail Warnakow
(* 1985)

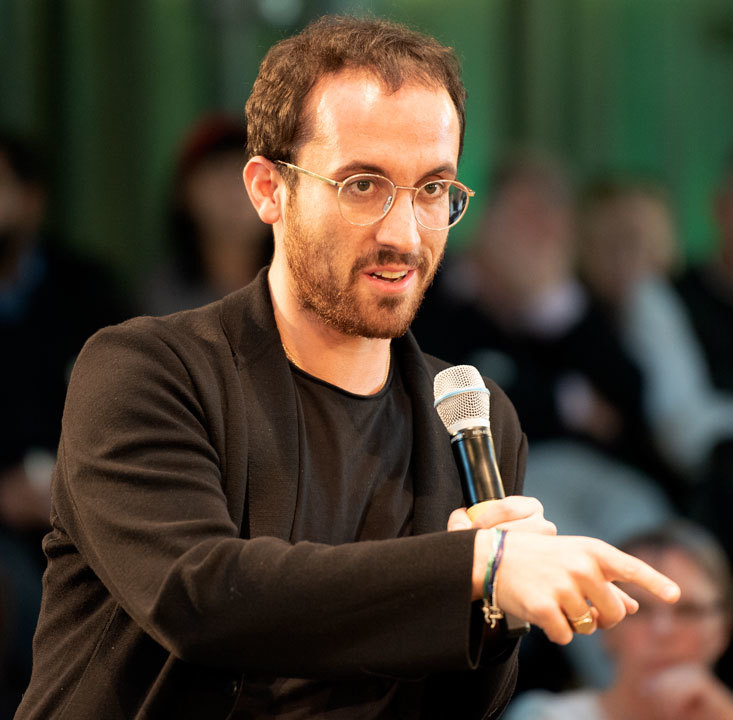
Igor Levit
(* 1987)

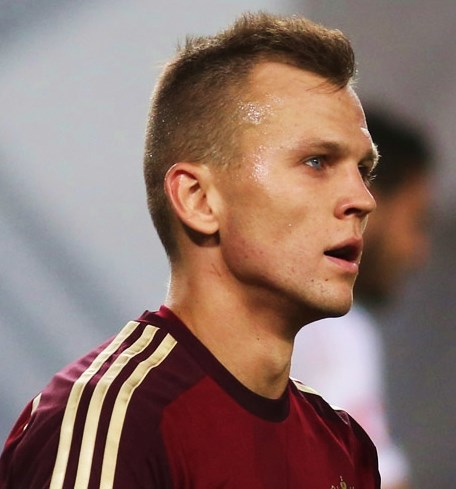
Denis Tscheryschew
(* 1990)

- Wladimir Gussew (* 1982), Profi-Radrennfahrer
- Jekaterina Kondratjewa (* 1982), Sprinterin
- Natalja Wodjanowa (* 1982), Topmodel
- Maria Mokhova (* 1982), Konzertorganistin, Pianistin
- Sergei Schirjajew (* 1983), Skilangläufer
- Iwan Ussenka (* 1983), belarussischer Eishockeyspieler
- Schanna Nemzowa (* 1984), Journalistin und Moderatorin
- Alexei Silajew (* 1984), Skispringer
- Marija Sotowa (* 1984), Skispringerin
- Ilya Sutskever (* 1984), Informatiker
- Michail Tjuljapkin (* 1984), Eishockeyspieler
- Artjom Bystrow (* 1985), Schauspieler
- Dmitri Kosmatschow (* 1985), Eishockeyspieler
- Anastassija Karabelschtschikowa (* 1985), Ruderin
- Michail Warnakow (* 1985), Eishockeyspieler
- Nikita Ljamin (* 1985), Volleyball- und Beachvolleyball-Spieler
- Anne Vyalitsyna (* 1985), US-amerikanisches Model
- Aljaksandr Ussenka (* 1986), belarussischer Eishockeyspieler
- Marija Borissenko (* 1986), Volleyballspielerin
- Denis Kornilow (* 1986), Skispringer
- Swetlana Mironowa (* 1986), Orientierungsläuferin
- Marija Dolgich (* 1987), Tischtennisspielerin
- Igor Levit (* 1987), russisch-deutscher Pianist
- Ruslan Sacharow (* 1987), Shorttracker
- Wladimir Galusin (* 1988), Eishockeyspieler
- Waleri Schukow (* 1988), Eishockeyspieler
- Valeria Fedosova (* 1989), deutsch-russische Volleyball- und Beachvolleyballspielerin
- Dmitri Klopow (* 1989), Eishockeyspieler
- Michail Paikow (* 1989), Tischtennisspieler
- Alexei Potapow (* 1989), Eishockeyspieler
- Pawel Karelin (1990–2011), Skispringer
- Denis Tscheryschew (* 1990), russisch-spanischer Fußballspieler

### 1991–2000
- Michail Kostjukow (* 1991), Fußballspieler
- Daniil Trifonow (* 1991), Pianist
- Iwan Lanin (* 1992), Skispringer
- Jekaterina Puschkasch (* 1992), Eiskunstläuferin
- Alexander Schuwalow (* 1992), Skispringer
- Artjom Malzew (* 1993), Skilangläufer
- Michail Maximotschkin (* 1993), Skispringer
- Waleri Pronkin (* 1994), Hammerwerfer

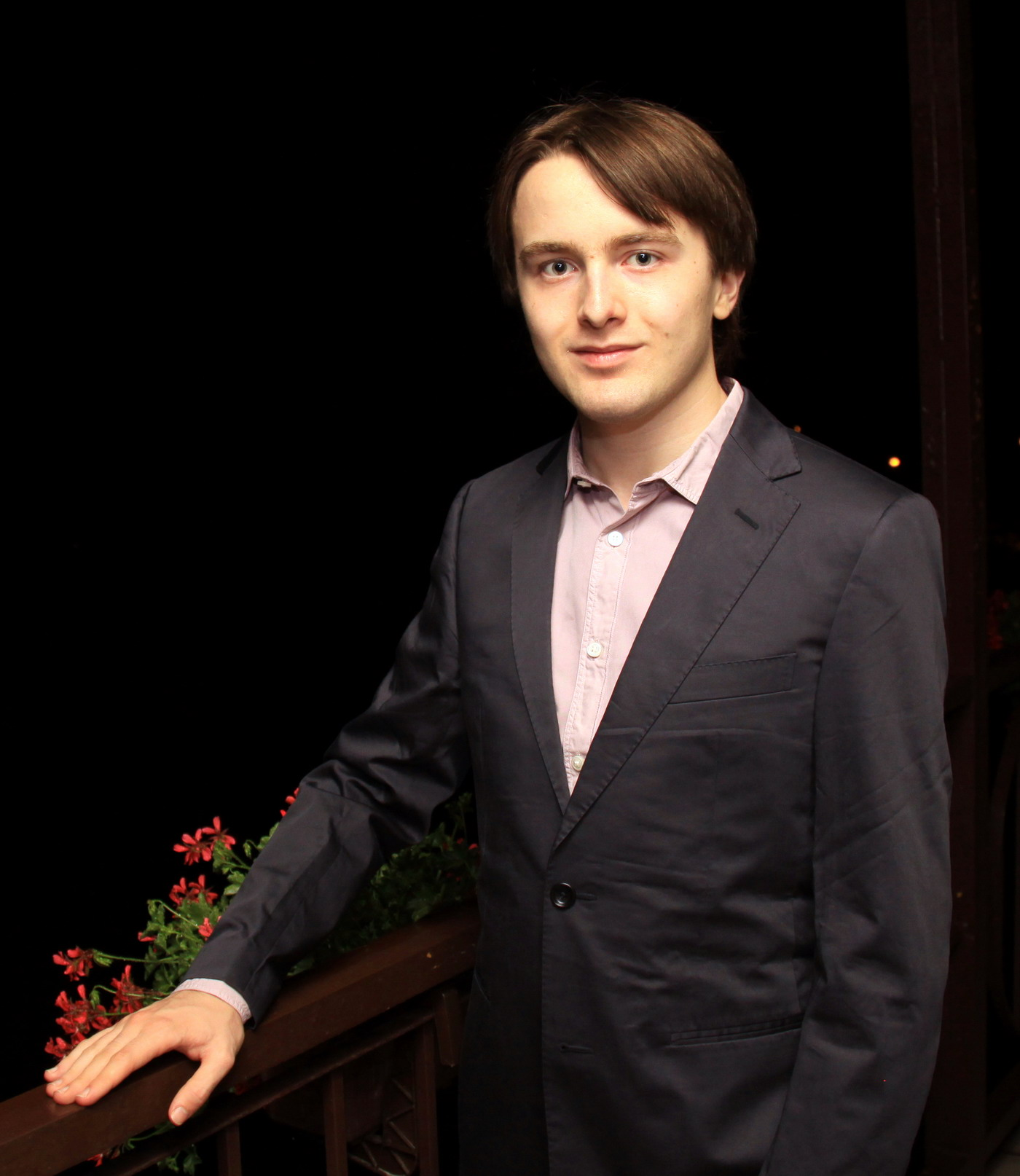
Daniil Trifonow
(* 1991)

- Natalja Woronina (* 1994), Eisschnellläuferin
- Sergei Trofimow (* 1995), Eisschnellläufer
- Dawid Dawidjan (* 1997), Fußballspieler
- Darja Katschanowa (* 1997), Eisschnellläuferin
- Jewgeni Jegorow (* 1999), Schauspieler
- Bogdan Owsjannikow (* 1999), Fußballspieler
- Nikolai Syssujew (* 1999), Fußballspieler

## 21. Jahrhundert
- Wiktor Alexandrow (* 2002), Fußballspieler
- Mark Ejdelschtejn (* 2002), Schauspieler